# Acacia semirigida
Acacia semirigida — вид квіткових рослин з родини бобових. Ареал: Австралія (Квінсленд).

## Середовище
Росте на неглибоких ґрунтах над пісковиком і навколо нього як частина відкритих евкаліптових лісових угруповань.

## Біоморфологічна характеристика
Цей кущ або дерево зазвичай виростає до 4 метрів заввишки. Він має голі, темно-червонуваті гілочки, кутасті на кінці. Філодії тонкі, голі, мають вузьколанцетну до вузькоеліптичної або лінійної форми, прямі або злегка вигнуті; вони мають довжину від 4 до 8 см та ширину від 4 до 8 мм, чітко виражену середню жилку та крайові жилки. Під час цвітіння утворює китицеподібні суцвіття з невеликими кулястими головками, що містять від 15 до 25 блідо-жовтих квіток. Після цвітіння утворюються тонкі стручки темно- або червонувато-коричневого кольору; вони трохи звужені між насінинами, мають довжину приблизно 12 см і ширину від 8 до 10 мм, злегка блискучі. Насіння всередині стручків розташоване поздовжньо та має вузько-довгасту або злегка еліптичну форму. Злегка блискуче чорне насіння має довжину від 7 до 8 мм.